# Kham
Kham (en tibetano: ཁམས; en chino tradicional y simplificado, 康; pinyin, Kāng), es una de las antiguas provincias culturales del Tíbet histórico, (las otras son Amdo y Ü-Tsang). Durante la República de China (1912-1949), la región formaba parte de la recién creada Provincia de Xikang (西康省 Xīkāng Shěng). En 1939 esta era considerada como un "distrito autónomo especial" debido a la carencia de unión entre el pueblo khampa y el resto de China.
Kham comprende un total de 50 pueblos, distribuidos entre las provincias chinas de Sichuan (16 pueblos), Yunnan (3 pueblos), Qinghai (6 pueblos) y el este de la Región Autónoma del Tíbet (25 pueblos).
Kham tiene un terreno rugoso, caracterizado por las altas montañas, los extensos valles y profundos riscos. Numerosos ríos, incluidos el Mekong, Yangtze, Yalong Jiang, y el Salween fluyen a través de Kham.

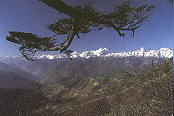
Minya Konka, la montaña más alta del territorio.

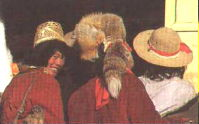
Khampas, los habitantes de Kham

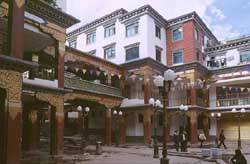
Chamdo

A lo largo de la historia de Kham, esta región se ha sentido independiente tanto de China como de Lhasa. En 1932, el general chino Liu Wenhui y las fuerzas tibetanas, formalizaron la partición de Kham en dos regiones: Kham del Este, administrado por las fuerzas chinas, y Kham del Oeste, administrado por Tíbet. Kham del Este pasó a formar parte de la provincia China de Xikang. La frontera natural entre estas dos áreas era el río Yangtze - Dri Chu en tibetano y Jinsha Jiang, o Chang Jiang, en chino.
En 1950, cuando las fuerzas del Kuomintang fracasaron, China entra en la guerra civil china. El Ejército Popular de Liberación Chino entra en Kham del Oeste. El Este es separado del Territorio de Qamdo (昌都地区), e integrado en la Región Autónoma del Tíbet en 1965. 
La antigua provincia de Xikang comprendía Kham del Este, siendo integrada dentro de la provincia de Sichuan en 1955. La frontera entre Sichuan y la Región Autónoma del Tíbet se establece, definitivamente, en el río Yangtze. El norte de la región de Kham, Yushu, es incluido dentro de la provincia de Qinghai en 1956.